# Woordeboek van die Afrikaanse Taal
Het Woordeboek van die Afrikaanse taal (WAT) is het grootste woordenboek van het Afrikaans. Het project begon in 1926. Op 7 mei 1951 verscheen het eerste deel dat de letters A t/m C behandelde. In juli 2005 verscheen het twaalfde deel waarin de letters P en Q werden behandeld. Het dertiende deel dat vooral de letter R behandelt verscheen in augustus 2009. Op 28 maart 2003 verscheen ook de eerste elektronische versie van het woordenboek. In mei 2021 werd deel XVI gepresenteerd met het afsluitende gedeelte van de letter S. Het is het laatste deel dat in een gedrukte editie is verschenen. De rest zal alleen digitaal verschijnen.
Het bureau dat voor het WAT zorg draagt maakt tegenwoordig onderdeel uit van de Universiteit Stellenbosch. De hoofdredacteur is Willem Botha en de eindredacteur Frikkie Lombard. Hoewel de instantie nog maar weinig subsidie van de Zuid-Afrikaanse overheid ontvangt is ze vastbesloten haar werk voort te zetten.
Het WAT-bureau heeft ook andere werken uitgegeven zoals het Etimologiewoordeboek van Afrikaans (EWA). Vanuit Nederland komen subsidies voor een tweede editie hiervan.